# Maladroit
Maladroit (рус. Неуклюжий) — четвёртый студийный альбом американской рок-группы Weezer, выпущенный 14 мая 2002 года лейблом Geffen Records. Будучи спродюсированным группой, Maladroit стал первым альбомом с участием басиста Скотта Шрайнера, пришедшего на замену Майки Уэлшу в 2001 году. В музыкальном плане альбом содержит хэви-металлические риффы, не характерные для предыдущих релизов Weezer.
Несмотря на в целом положительные отзывы критиков, продажи альбома были не такими высокими, как у Зелёного альбома. С альбома было выпущено два сингла: «Dope Nose» и «Keep Fishin'».

## Предыстория и запись

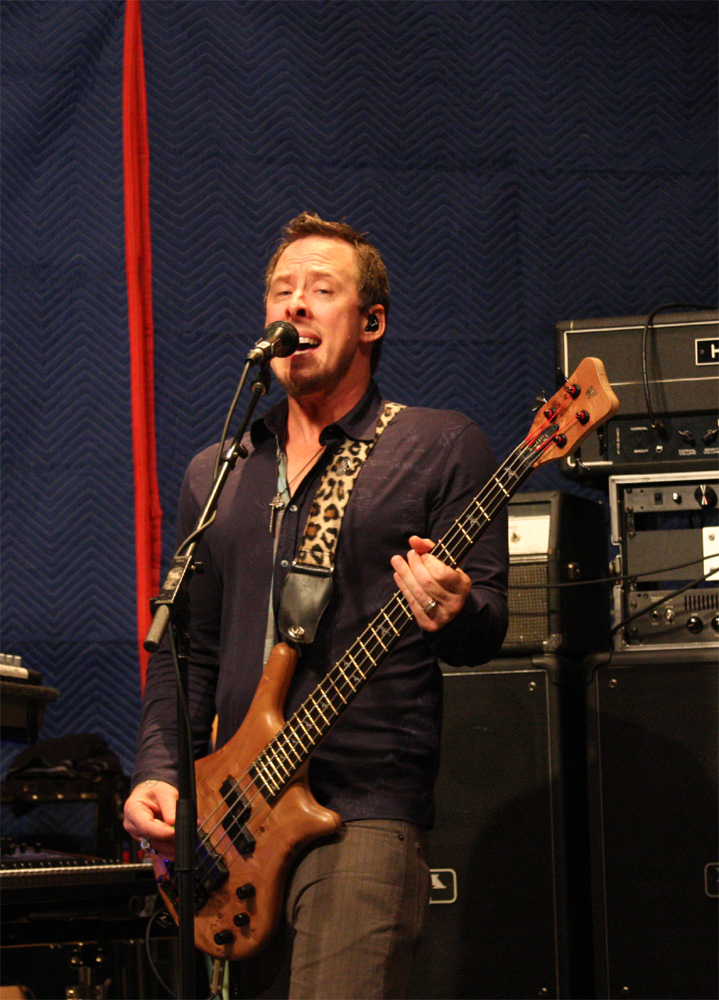
Альбом стал дебютным для басиста Скотта Шрайнера в составе группы Weezer.

Для своего четвёртого студийного альбома группа Weezer попытались внедрить инновационную систему, при которой группа каждый день публиковала демоверсии в формате MP3 на сайте группы, пока работала в студии над Maladroit. В результате в интернете до выхода альбома появились десятки различных версий более чем тридцати разных песен.
Идея заключалась в том, чтобы поддерживать связь с фанатами Weezer на официальном форуме группы, а также, что более важно, на неофициальных форумах, таких как Rivers Correspondent Board (который был закрыт для публики по просьбе фронтмена Риверса Куомо, главным образом для того, чтобы представители прессы не могли получить к нему доступ). Однако Куомо и фанаты сильно расходились во мнениях по ряду творческих аспектов альбома. Единственное, в чём они были согласны, — это возвращение песни «Slob» лета 2000 года для использования в альбоме. Куомо прокомментировал: «Я бы никогда не подумал включить в альбом песню „Slob“, если бы фанаты не попросили об этом». Басист Скотт Шрайнер также хотел, чтобы в альбоме был скрытый трек «Are You Gonna Be?». Несмотря на разногласия, фанаты Weezer по-прежнему «особо отмечены» в буклете альбома.
Группа загрузила демо-версии в формате MP3 на свой веб-сайт, и некоторые радиостанции начали транслировать ещё не выпущенные (а иногда и незаконченные) песни. Из-за разногласий между Куомо и звукозаписывающим лейблом Geffen/Interscope Weezer самостоятельно финансировала запись альбома Maladroit, и лейбл вообще не знал об этих записях, пока их не начали транслировать по радио. Говорят, что Куомо был так рад, что фанаты услышат эту музыку, что лично разослал копии 8 из 13 песен с альбома Maladroit на ключевые радиостанции и в СМИ. В ту неделю, когда информация о песне просочилась на радиостанции, главный сингл «Dope Nose» занял 25-е место в чарте Billboard Modern Rock Tracks без официального релиза.
В результате Geffen Records издали приказ о неразглашении, в котором потребовали, чтобы Weezer вернули мастер-кассеты сессий Maladroit и извинились перед каждой радиостанцией, которая транслировала эту песню. Участники группы воспротивились, заявив, что они сами финансировали все сессии и что извиняться бессмысленно. Фанаты тоже воспротивились, создав онлайн-группу под названием «Unreleased Weezer for the Masses», которая выступала за выпуск альбома.
Песни «Dope Nose» и «Hash Pipe» (из Зелёного альбома) были написаны одним и тем же способом в одну и ту же ночь. Куомо якобы принял «кучу риталина и… три рюмки текилы» и какое-то время ходил взад-вперёд, прежде чем написать обе песни.

## Выпуск
Название альбома было предложено участником форума Weezer под ником Lethe.
Первые 600 000 копий альбома были пронумерованы, и номер был указан на задней стороне обложки компакт-диска в правом нижнем углу.
Maladroit стал первым альбомом Weezer, выпущенным в формате Enhanced CD, который содержал бонусные видео, в том числе концертные и студийные записи, а также видео, на котором барабанщик Патрик Уилсон катается на скейтборде по рампам стадиона.

## Отзывы критиков
| Совокупная оценка    | Совокупная оценка |
| Источник             | Оценка            |
| -------------------- | ----------------- |
| Metacritic           | 72/100            |
| Оценки критиков      |                   |
| Источник             | Оценка            |
| AllMusic             | [ 20 ]            |
| Blender              | [ 21 ]            |
| Entertainment Weekly | C+                |
| Los Angeles Times    | [ 23 ]            |
| NME                  | 8/10              |
| Pitchfork Media      | 5.4/10            |
| Q                    | [ 26 ]            |
| Rolling Stone        | [ 2 ]             |
| Spin                 | 7/10              |
| The Village Voice    | B−                |

Альбом Maladroit получил в целом положительные отзывы. На сайте Metacritic, который выставляет средневзвешенную оценку из 100 баллов на основе рецензий ведущих критиков, альбом получил средний балл 72.
Стивен Томас Эрлевайн из AllMusic поставил альбому четыре звезды, отметив, что он «сохраняет высокое качество Зелёного альбома». PopMatters поставил альбому восемь баллов из десяти, отметив, что «Maladroit остаётся коротким, простым, честным, но, что немаловажно, они продолжают в том же духе. Спасибо Weezer за это». Однако позже IGN поставил альбому пять баллов из десяти и назвал его «разношёрстным», заявив: «Если вы хотите послушать потрясающую кавер-группу Weezer, переходите сразу к Maladroit. Судя по названию, всё именно так, как и было заявлено. Но, пожалуйста, в будущем давайте оставим Weezer в покое. Наш подход не работает».

### Награды
Журнал Spin назвал его 6-м лучшим альбомом 2002 года, а читатели Rolling Stone поставили его на 8-е место в списке лучших альбомов года. В другом опросе читателей Rolling Stone он занял 90-е место в списке величайших альбомов всех времён.
В июне 2009 года в журнале Magnet вышла статья о пяти самых переоценённых и недооценённых песнях Weezer. «Maladroit в целом» занял первое место в списке недооценённых альбомов, где говорится: «Maladroit, четвёртый альбом группы, на самом деле очень хорош: не такой глубокий, но в нём есть несколько по-настоящему звёздных поп-песен… Конечно, Maladroit никогда не становился культурным ориентиром, как первые два альбома группы, но он заслуживает бо́льшего признания, чем когда-либо получал».

## Коммерческий успех
Maladroit получил положительные отзывы критиков и занял 90-е место в рейтинге лучших альбомов года по версии Rolling Stone. Альбом дебютировал и занял третье место в Billboard 200, разойдясь тиражом 152 000 копий в первую неделю. По состоянию на 2022 год в США было продано 605 000 копий альбома, и через месяц после выпуска он получил золотой сертификат RIAA.

## Список композиций
Слова и музыка всех песен — Риверс Куомо.
| №                   | Название                | Длительность |
| ------------------- | ----------------------- | ------------ |
| 1.                  | «American Gigolo»       | 2:42         |
| 2.                  | «Dope Nose»             | 2:16         |
| 3.                  | «Keep Fishin'»          | 2:52         |
| 4.                  | «Take Control»          | 3:05         |
| 5.                  | «Death and Destruction» | 2:38         |
| 6.                  | «Slob»                  | 3:08         |
| 7.                  | «Burndt Jamb»           | 2:39         |
| 8.                  | «Space Rock»            | 1:53         |
| 9.                  | «Slave»                 | 2:53         |
| 10.                 | «Fall Together»         | 2:02         |
| 11.                 | «Possibilities»         | 2:00         |
| 12.                 | «Love Explosion»        | 2:35         |
| 13.                 | «December»              | 3:00         |
| Общая длительность: | Общая длительность:     | 33:35        |

| №                   | Название             | Длительность |
| ------------------- | -------------------- | ------------ |
| 14.                 | «Living without You» | 2:49         |
| Общая длительность: | Общая длительность:  | 36:22        |

| №                   | Название            | Длительность |
| ------------------- | ------------------- | ------------ |
| 15.                 | «Island in the Sun» | 3:20         |
| Общая длительность: | Общая длительность: | 39:43        |

## Участники записи[39]
Weezer
- Риверс Куомо — вокал, гитара
- Брайан Белл — бэк-вокал, гитара
- Скотт Шнайер — бэк-вокал, бас-гитара
- Патрик Уилсон — барабаны

Производственный персонал
- группа Weezer — продюсеры
- Чад Бэмфорд — дополнительный продюсер, звукорежиссёр
- Род Сервера — дополнительный продюсер
- Джордан Шур — исполнительный продюсер
- Том Лорд-Алдж — сведение
- Кристофер Кэрролл — дополнительная звукорежиссура
- Карлос «Локо» Бедойя — дополнительная звукорежиссура
- Фемио Эрнандес — ассистент звукорежиссёра
- Даррен Мора — ассистент звукорежиссёра
- Стивен П. Робиллард — ассистент звукорежиссёра
- Стивен Маркуссен — мастеринг
- Карл Кох — ассистент группы (в буклете указан как «Farm Hand» — рус. Фермер)

## Чарты
| Чарт (2002 г.)                      | Позиция в чартах |
| ----------------------------------- | ---------------- |
| Австралия (ARIA)                    | 11               |
| Австрия (Ö3 Austria)                | 22               |
| Канада (Canadian Albums Chart)      | 2                |
| Нидерланды (Album Top 100)          | 95               |
| Финляндия (Suomen virallinen lista) | 11               |
| Франция (SNEP)                      | 42               |
| Германия (Offizielle Top 100)       | 29               |
| Ирландия (IRMA)                     | 15               |
| Норвегия (VG-lista)                 | 4                |
| Швеция (Sverigetopplistan)          | 22               |
| Швейцария (Schweizer Hitparade)     | 44               |
| Великобритания (UK Albums Chart)    | 16               |
| США (Billboard 200)                 | 3                |

| Чарт (2002 г.)                                  | Позиция в чартах |
| ----------------------------------------------- | ---------------- |
| Canadian Albums (Nielsen SoundScan)             | 126              |
| Canadian Alternative Albums (Nielsen SoundScan) | 39               |
| US Billboard 200                                | 167              |

| 2002 | «Dope Nose»    | 8  | —  |
| 2002 | «Keep Fishin'» | 15 | 29 |

## Сертификации
| Регион | Сертификация | Продажи  |
| --- | ------------ | -------- |
| Великобритания (BPI) | Серебряный   | 60 000   |
| США (RIAA) | Золотой      | 500 000^ |
| ^ Данные о тиражах приведены только на основе сертификации. · Данные о продажах + прослушиваниях приведены только на основе сертификации. |              |          |